# Blonansérine
 (décembre 2022).
Le blonanserin, vendu sous le nom de Lonasen, est un antipsychotique atypique relativement nouveau (approuvé en janvier 2008), commercialisé par Dainippon Sumitomo Pharma au Japon et en Corée pour le traitement de la schizophrénie. Par rapport à de nombreux autres antipsychotiques, la blonansérine a un profil de tolérance amélioré, sans effets secondaires tels que des symptômes extrapyramidaux, une sédation excessive ou une hypotension. Comme de nombreux antipsychotiques de deuxième génération (atypiques), il est significativement plus efficace dans le traitement des symptômes négatifs de la schizophrénie que les antipsychotiques de première génération (typiques) tels que l'halopéridol.

## Utilisations médicales
Blonanserin est utilisé pour traiter la schizophrénie au Japon et en Corée du Sud, mais pas aux États-Unis.

## Effets indésirables
Comme beaucoup d'antipsychotiques atypiques, la blonansérine peut provoquer des risques métaboliques cardio-vasculaires. Bien que les effets secondaires de la blonansérine - tels que la prise de poids, l'augmentation du cholestérol, des triglycérides, du glucose et d'autres lipides sanguins - ne diffèrent pas beaucoup des autres antipsychotiques atypiques, la blonansérine semble provoquer des effets secondaires plus légers, avec moins de gain de poids dans le sang en particulier.

## Pharmacologie

### Pharmacodynamie
La blonansérine agit comme un récepteur mixte 5-HT2A (K i = 0,812 nM) et D2 (K i = 0,142 nM) et exerce également un certain blocage des récepteurs α1-adrénergiques ( K i = 26,7 nM),. La blonansérine montre également une affinité significative pour le récepteur D3 (K i = 0,494 nM). Il manque d'affinité significative pour de nombreux autres sites, notamment les récepteurs 5-HT1A, 5-HT 3, D1, α2-adrénergiques, β-adrénergiques, H1 et mACh et les transporteurs de monoamines, bien qu'il possède une faible affinité pour le récepteur sigma (IC 50 = 286 nM).
La blonansérine a une affinité relativement élevée pour le récepteur 5-HT6, ce qui sous-tend peut-être son efficacité récemment révélée dans le traitement des symptômes cognitifs de la schizophrénie,. L'efficacité de la blonansérine peut en partie être attribuée à sa structure chimique, qui est unique par rapport à celles des autres antipsychotiques atypiques.
| Récepteur | Ki [nM] ( Blonansérine )* | Ki [nM] (N- dééthylblonansérine )* |
| --------- | ------------------------- | ---------------------------------- |
| D1        | 1070                      | 1020                               |
| D2        | 0,142                     | 1.38                               |
| D3        | 0,494                     | 0,23                               |
| D4        | 150                       | -                                  |
| D5        | 2600                      | -                                  |
| 5-HT1A    | 804                       | -                                  |
| 5-HT2A    | 0,812                     | 1.28                               |
| 5-HT2C    | 26.4                      | 4,50                               |
| 5-HT6     | 11.7                      | 5.03                               |
| 5-HT7     | 183                       | -                                  |
| α1        | 26.7 (Cerveau de rat)     | 206 (récepteur de rat)             |
| α2        | 530 (rat cloné)           | -                                  |
| M1        | 100                       | -                                  |
| H1        | 765                       | -                                  |

* Envers les récepteurs humains sauf indication contraire.

#### Action au niveau du récepteur Dopamine-D3
La blonansérine a une action antagoniste sur les récepteurs de la dopamine-D 3 qui potentialise les niveaux de phosphorylation de la protéine kinase A (PKA) et neutralise la diminution de l'activité sur les récepteurs de la dopamine-D 1 et/ou NMDA, potentialisant ainsi l'effet induit par le GABA,. L'olanzapine ne semble pas affecter l'activité de la PKA,. De nombreux antipsychotiques, tels que l'halopéridol, la chlorpromazine, la rispéridone et l'olanzapine antagonisent principalement les récepteurs de la sérotonine 5-HT2A et de la dopamine-D 2 et manquent d'action connue sur les récepteurs de la dopamine-D 2/3 ,.
| </img> |
| Action de la blonansérine sur le récepteur de la dopamine-D 3 . Schéma de l'impact antagoniste de la blonansérine sur le récepteur de la dopamine-D 3, inversant l'inhibition de l'activité de la PKA (également régulée par la dopamine-D 1 et l'activité NMDA) potentialisant ainsi le courant Cl induit par le GABA. L'encart illustre l'activité ininterrompue de la dopamine (DA) au niveau du récepteur de la dopamine- D3. Inspiré par Hida et al. (2014) et Yokota et al. (2002),. |

### Pharmacocinétique
La blonansérine est administrée à 4 mg par voie orale 2 fois/jour ou 8 mg une fois par jour, pour un homme adulte avec un indice de masse corporelle entre 19 et 24 kg/m 2 et un poids corporel égal ou supérieur à 50 kg. Le médicament a une absorption et une élimination de premier ordre. La demi-vie de la blonansérine dépend de la dose. Une dose unique de 4 mg a une demi-vie de 7,7 ± 4,63 h et une dose unique de 8 mg a une demi-vie de 11,9 ± 4,3 h.
La blonansérine n'est pas un composé chargé éléctriquement et présente une très faible polarité chimique. La surface polaire de la blonansérine est de 19,7 Å . Il est communément admis qu'un composé doit avoir une surface polaire inférieure à 90 Å pour traverser la barrière hémato-encéphalique, de sorte que la blonansérine devrait être assez perméable.
En raison de la bonne perméabilité de la blonansérine, le volume de distribution dans le système nerveux central est supérieur à celui de la périphérie (Vd central = 9500 L, Vd périphérie = 8650 L) bien qu'il soit plus lent à absorber dans le compartiment central.

#### Effets de l'apport alimentaire
La prise de nourriture ralentit l'absorption de la blonansérine. Des doses uniques à jeun sont sans danger et les effets de l'apport alimentaire s'expliquent peut-être par une interaction entre la blonansérine et le cytochrome P450 3A4 dans l'intestin.